# EmEditor
EmEditor — текстовый редактор для Windows с подсветкой синтаксиса исходных текстов, поддержкой регулярных выражений и проверкой орфографии. Программа поддерживает 32-разрядные и 64-разрядные ОС Windows 11, Windows 10, Windows 8, Windows 7, Windows Vista, Windows Server 2012, Windows Server 2008, Windows Server 2003. C 15 версии прекратилась поддержка Windows XP.
Ранее имелись три версии продукта, различающиеся между собой по функциональности (Professional, Standard, Free). К настоящему моменту автор предлагает только Professional и Free (используется один и тот же бинарный файл). В версии 14 изменилась политика регистрации. Появилось два типа лицензирования — обычная (Normal) сроком на 1 год по цене $39.99 и бессрочная (Lifetime) по цене $179.99. К обычной лицензии для получения бесплатных обновлений в течение следующего года после окончания обычной лицензии необходимо приобрести эксплуатационный ключ (Maintenance key) за $19.99. Условно говоря, эксплуатационный ключ продлевает приобретённую лицензию ещё на год по сниженной цене. При приобретении бессрочной лицензий пользователь получает все обновления бесплатно, регистрационный ключ при выпуске новой версии обновляется автоматически.